# Carl Schätzig
Carl Schätzig (født ca. 1820 i Treptow – ?) var en tysk fotograf, bror til Adolph Schätzig.
Carl Schätzig var ved broderens Adolphs død i 1853 købmand i Berlin, men kom året efter til København, hvor han overtog dennes daguerreotypiske forretning og bosatte sig i Blancogade 180 D. (nuv. Fredericiagade 14). I 1855 foretog Schätzig som daguerreotypist en rejse i provinsen. I februar var han i Roskilde (hos skomagermester Grausen), i marts i Slagelse (i Klublokalet), og 7. juni kom han til Næstved, hvor han tog ind paa Ny Gjæstgivergaard (det senere Hotel "Dania") i Ringstedgade og fra næste dag og indtil omkring den 21. samme måned optog portrætter "saavel. af enkelte Personer som i Grupper – - samt Copier af alle Slags Malerier saavel som af Daguerreotypbilleder". I bekendtgørelsen kaldte han sig daguerreotypist fra Berlin. Derefter tog han til Fyn, hvor han bl.a. opholdt sig i Faaborg en ugestid i juli og daguerreotyperede hos fru Rosendahl på Østergade.
Senere rejste han tilbage til Tyskland, hvor han ca. 1859-70 drev fotografisk virksomhed i Berlin, Brandenburgstrasse 28.